# Pamela Muñoz
Pamela Muñoz Jiménez (Santa Cruz de la Sierra, 31 de enero de 1983) es una periodista, presentadora de televisión y modelo boliviana.
Siendo muy niña se trasladó a vivir a la ciudad de La Paz. En esa ciudad comenzó sus estudios escolares en 1989, saliendo bachiller el año 2000. Continuó con sus estudios profesionales, ingresando a estudiar la carrera de comunicación social en la Universidad Católica Boliviana San Pablo (UCB) de la ciudad de La Paz, graduándose como periodista años después.
El ingreso de Muñoz a la televisión fue a sus 15 años de edad, con el programa Disca y Ve emitido en ese entonces por la Red ATB.
En 2003, a sus 20 años de edad, pasó a conducir el programa juvenil Conexión junto a la presentadora paceña Alejandra Quiroga por el canal Red Uno. Condujo este programa por alrededor de 8 años hasta 2011.
Ingresó también al ámbito de la radiodifusión, trabajando en Radio Fides junto al padre Eduardo Pérez Iribarne.
El año 2011, formó parte como una de las conductoras de la revista nocturna Posdata del presentador Juan Carlos Arana, emitido por el canal Cadena A.
En 2012 ingresó a trabajar a la Red Bolivisión. Ese mismo año se casó con Daniel Zenteno. Cabe mencionar que Muñoz estuvo comprometida con Zenteno por el lapso de 10 años. También ese mismo año, se trasladó a vivir definitivamente a la ciudad de Santa Cruz de la Sierra.
Se retiró por un tiempo de las pantallas debido a su embarazo pero volvió nuevamente el año 2015. Cumplió la labor de corresponsal del periódico Infobae por un corto tiempo.